# Emel Kaplan
Emel Kaplan (née Çelikpazı le 6 janvier 1983) est une ancienne joueuse turque de volley-ball. Elle mesure 1,87 m et jouait au poste de centrale. 

## Clubs
| Club                   | De        | À         |
| ---------------------- | --------- | --------- |
| Eczacıbaşı İstanbul    | 1994-1995 | 2001-2002 |
| Beşiktaş İstanbul      | 2002-2003 | 2004-2005 |
| SSK Ankara             | 2005-2006 | 2005-2006 |
| Galatasaray Istanbul   | 2006-2007 | 2006-2007 |
| Şahinbey Belediye      | 2007-2008 | 2007-2008 |
| Galatasaray Istanbul   | 2008-2009 | 2008-2009 |
| Karşıyaka İzmir        | 2009-2010 | 2009-2010 |
| Ereğli Belediye        | 2010-2011 | 2011-2012 |
| Sarıyer Belediyesi     | 2012-2013 | 2013-2014 |
| İdmanocağı Spor Kulübü | 2015-2016 | 2015-2016 |
| Bursaspor              | 2016-2017 | 2016-2017 |

## Palmarès
- Challenge Cup
  - Finaliste : 2016.